# Comissari Europeu de Programació Financera i Pressupostos
El Comissari Europeu de Programació Financera i Pressupostos és un membre de la Comissió Europea responsable de la gestió de les finances i pressupostos de la Unió Europea.
L'actual Comissàri és l'alemany Günther Oettinger.

## Orígens
En la formació de la primera Comissió l'any 1958 es creà la cartera del Comissari Europeu d'Assumptes Econòmics i Financers, cartera que posteriorment es dividí en els Comissaris encarregats de Programació Financera i Pressupostos, Assumptes Econòmics i Monetaris i Assumptes Administratius, Auditoria i Lluita contra el Frau.

## Llista de Comissaris de Programació Financera i Pressupostos
| Comissió                                                  | Inici                                               | Finalització                                        | Nom                                                 | País                                                | Partit                                              |
| Comissari Europeu d'Assumptes Econòmics i Financers       | Comissari Europeu d'Assumptes Econòmics i Financers | Comissari Europeu d'Assumptes Econòmics i Financers | Comissari Europeu d'Assumptes Econòmics i Financers | Comissari Europeu d'Assumptes Econòmics i Financers | Comissari Europeu d'Assumptes Econòmics i Financers |
| Hallstein I                                               |                                                     |                                                     |                                                     |                                                     |                                                     |
| --------------------------------------------------------- | --------------------------------------------------- | --------------------------------------------------- | --------------------------------------------------- | --------------------------------------------------- | --------------------------------------------------- |
| Hallstein I                                               | 7 de gener de 1958                                  | 9 de gener de 1962                                  | Robert Marjolin                                     | França                                              | SFIO                                                |
| Hallstein II                                              |                                                     |                                                     |                                                     |                                                     |                                                     |
| 10 de gener de 1962                                       | 30 de juny de 1967                                  | Robert Marjolin                                     | França                                              | SFIO                                                |                                                     |
| Comissari Europeu de Pressupostos, Crèdits i Inversions   |                                                     |                                                     |                                                     |                                                     |                                                     |
| Rey                                                       |                                                     |                                                     |                                                     |                                                     |                                                     |
| 2 de juliol de 1967                                       | 30 de juny de 1970                                  | Albert Coppé                                        | Bèlgica                                             | CD&V                                                |                                                     |
| Malfatti                                                  |                                                     |                                                     |                                                     |                                                     |                                                     |
| 1 de juliol de 1970                                       | 21 de març de 1972                                  | Albert Coppé                                        | Bèlgica                                             | CD&V                                                |                                                     |
| Mansholt                                                  |                                                     |                                                     |                                                     |                                                     |                                                     |
| 22 de març de 1972                                        | 5 de gener de 1973                                  | Albert Coppé                                        | Bèlgica                                             | CD&V                                                |                                                     |
| Ortoli                                                    |                                                     |                                                     |                                                     |                                                     |                                                     |
| 6 de gener de 1973                                        | 5 de gener de 1977                                  | Wilhelm Haferkamp                                   | Alemanya                                            | SPD                                                 |                                                     |
| Jenkins                                                   |                                                     |                                                     |                                                     |                                                     |                                                     |
| 6 de gener de 1977                                        | 5 de gener de 1981                                  | Christopher Tugendhat                               | Regne Unit                                          | Con.                                                |                                                     |
| Thorn                                                     |                                                     |                                                     |                                                     |                                                     |                                                     |
| 6 de gener de 1981                                        | 5 de gener de 1985                                  | Christopher Tugendhat                               | Regne Unit                                          | Con.                                                |                                                     |
| Delors I                                                  |                                                     |                                                     |                                                     |                                                     |                                                     |
| 6 de gener de 1985                                        | 5 de gener de 1989                                  | Henning Christophersen                              | Dinamarca                                           | Venstre                                             |                                                     |
| 5 de gener de 1986                                        | 5 de gener de 1989                                  | Abel Matutes                                        | Espanya                                             | PP                                                  |                                                     |
| Comissari Europeu de Programació Financera i Pressupostos |                                                     |                                                     |                                                     |                                                     |                                                     |
| Delors II                                                 |                                                     |                                                     |                                                     |                                                     |                                                     |
| 6 de gener de 1989                                        | 5 de gener de 1993                                  | Leon Brittan                                        | Regne Unit                                          | Con.                                                |                                                     |
| 6 de gener de 1989                                        | 5 de gener de 1993                                  | Peter Schmidhuber                                   | Alemanya                                            | CSU                                                 |                                                     |
| Delors III                                                |                                                     |                                                     |                                                     |                                                     |                                                     |
| 6 de gener de 1993                                        | 22 de gener de 1995                                 | Peter Schmidhuber                                   | Alemanya                                            | CSU                                                 |                                                     |
| Santer                                                    |                                                     |                                                     |                                                     |                                                     |                                                     |
| 23 de gener de 1995                                       | 15 de març de 1999                                  | Erkki Liikanen                                      | Finlàndia                                           | SDP                                                 |                                                     |
| Marín                                                     |                                                     |                                                     |                                                     |                                                     |                                                     |
| 16 de març de 1999                                        | 15 de setembre de 1999                              | Erkki Liikanen                                      | Finlàndia                                           | SDP                                                 |                                                     |
| Prodi                                                     |                                                     |                                                     |                                                     |                                                     |                                                     |
| 16 de setembre de 1999                                    | 21 de novembre de 2004                              | Michaele Schreyer                                   | Alemanya                                            | Verds                                               |                                                     |
| 1 de maig de 2004                                         | 21 de novembre de 2004                              | Markos Kiprianu                                     | Xipre                                               | DIKO                                                |                                                     |
| Barroso I                                                 |                                                     |                                                     |                                                     |                                                     |                                                     |
| 22 de novembre de 2004                                    | 1 de juliol de 2009                                 | Dalia Grybauskaitė                                  | Lituània                                            | ind.                                                |                                                     |
| 1 de juliol de 2009                                       | 9 de febrer de 2010                                 | Algirdas Šemeta                                     | Lituània                                            | ind.                                                |                                                     |
| Barroso II                                                |                                                     |                                                     |                                                     |                                                     |                                                     |
| 9 de febrer de 2010                                       | 1 de juliol de 2014                                 | Janusz Lewandowski                                  | Polònia                                             | PO                                                  |                                                     |
| 16 de juliol de 2014                                      | 1 de novembre de 2014                               | Jacek Dominik                                       | Polònia                                             | PO                                                  |                                                     |
| Juncker                                                   |                                                     |                                                     |                                                     |                                                     |                                                     |
| 1 de novembre de 2014                                     | 31 de desembre de 2016                              | Kristalina Gueorguieva                              | Bulgària                                            | ind.                                                |                                                     |
| 1 de gener de 2017                                        | 30 de novembre de 2019                              | Günther Oettinger                                   | Alemanya                                            | CDU                                                 |                                                     |
| Von der Leyen                                             |                                                     |                                                     |                                                     |                                                     |                                                     |
| 1 de desembre de 2019                                     | 30 de novembre de 2024                              | Johannes Hahn                                       | Àustria                                             | ÖVP                                                 |                                                     |
| Von der Leyen                                             | 1 de desembre de 2024                               | en el càrrec                                        | Piotr Serafin                                       | Polònia                                             |                                                     |